# Dacryodes trapnellii
Dacryodes trapnellii là một loài thực vật có hoa trong họ Burseraceae. Loài này được Onana mô tả khoa học đầu tiên năm 2003.